# Anhinga d'Afrique
Anhinga rufa
Espèce
Statut de conservation UICN

 LC  : Préoccupation mineure

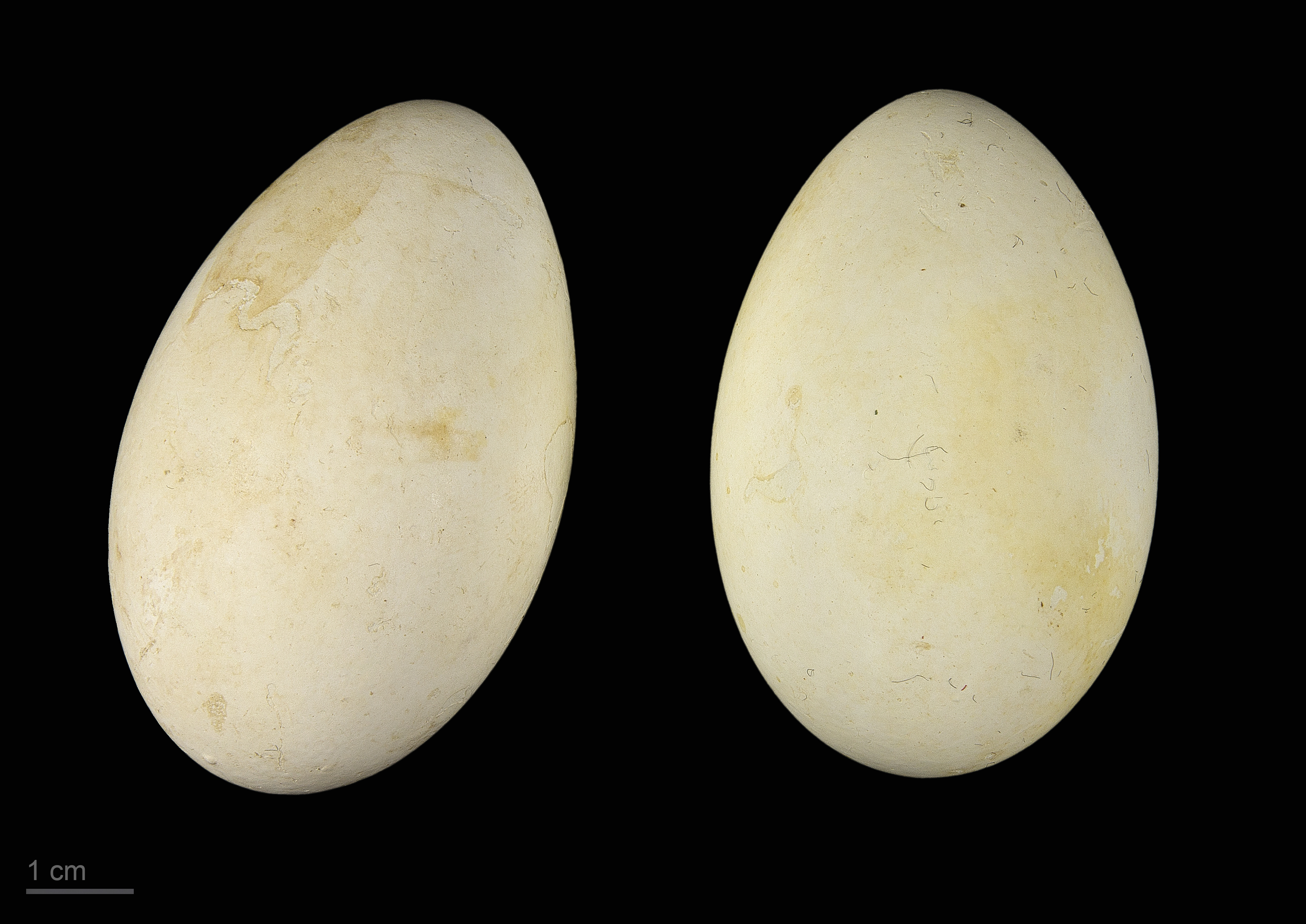
Anhinga rufa chantrei - MHNT

L’Anhinga d’Afrique (Anhinga rufa), parfois appelé oiseau-serpent, est une espèce d'oiseau, de la famille des Anhingidés. Il mesure de 81 à 97 centimètres et a une envergure de 115 à 128 centimètres.

## Description

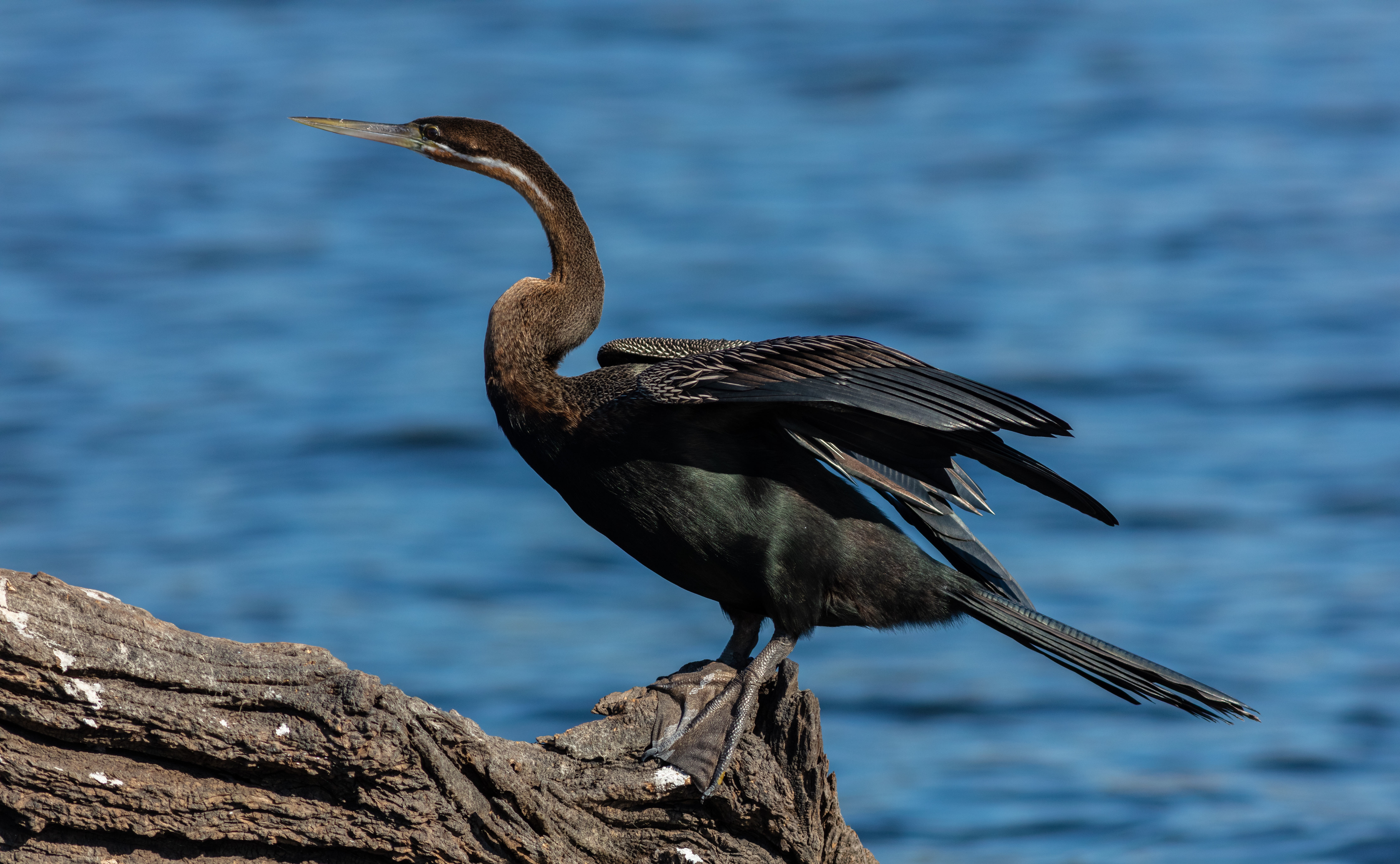
Un Anhinga d'Afrique dans le parc national de Chobe, dans le Botswana. Juillet 2018.

Il possède un corps sombre avec des ailes argentées et une longue queue étagée (souvent tenue étalée en vol à voile). Il a un long cou, un long bec pointu et les pattes palmées.
Le mâle adulte présente un plumage à dominante noire avec l'avant du cou roux et un bandeau blanc de chaque côté de la tête et du cou. La femelle adulte est plus terne et plus brune que le mâle. Elle ne possède pas de zone foncée sur le haut de la tête. Son bandeau est moins prononcé. Le juvénile est encore plus brun et plus pâle et ne présente pas de bandeau blanc,,.

## Répartition et sous-espèces
Ils sont logiquement originaires du continent africain, au sud du Sahara. Des populations séparées vivent aussi à Madagascar et en Asie (sous-espèces différentes) dans la région du Tigre et de l'Euphrate.
D'après la classification de référence (version 14.1, 2024) de l'Union internationale des ornithologues, l'Anhinga d'Afrique possède 3 sous-espèces (ordre philogénique) :
- Anhinga rufa rufa (Daudin, 1802) : Afrique subsaharienne ;
- Anhinga rufa vulsini Bangs, 1918 : Madagascar ;
- Anhinga rufa chantrei (Oustalet, 1882) : sud-est de l'Iraq.

## Habitat
Ces oiseaux fréquentent les eaux tranquilles et peu profondes, généralement de l'intérieur des terres. Ils apprécient particulièrement les eaux douces des lacs, les rivières à faible débit, les marécages et les réservoirs. Ils marquent une moins grande préférence pour les estuaires qui sont affectés par le courant des marées. Dans tous les habitats qu'ils visitent, ils ont besoin d'arbres émergents ou de rives bordées par les arbres. 

## Nidification
Sa saison de reproduction est variable. Il construit un nid près de l'eau, dans un arbre ou un arbuste. Il y dépose 3 à 5 œufs vert-clair, couvés de 25 à 30 jours par les 2 parents. Les poussins, nidicoles, sont couverts d'un duvet blanc. Ils partent au bout de 5 semaines environ.

## Comportement
Il nage dans l’eau, avec seulement son cou et sa tête hors de l’eau, d’où son nom d’oiseau-serpent.
Il se nourrit de poissons, d'amphibiens. Il plonge à la recherche de sa nourriture. Il capture les poissons et les ramène à la surface où il les lance en l'air pour les rattraper dans son bec et les avaler tête la première. Après sa partie de pêche, il sèche ses plumes pendant des heures en restant perché sur une branche.

## Liste des références utilisées
1. 1 2  Ron Demey et Nik Borrow, Oiseaux d'Afrique de l'Ouest, 2015
2. 1 2 3  « Anhinga d'Afrique Anhinga rufa », sur ebird.org (consulté le 2021).
3. 1 2 3 4  « Anhinga d'Afrique Anhinga rufa - African Darter », sur oiseaux.net (consulté le 2021).
4. ↑  « Storks, frigatebirds, boobies, darters, cormorants – IOC World Bird List », sur www.worldbirdnames.org (consulté le 24 juin 2024)